# Prokletstvo vampira
Prokletstvo vampira je 14. epizoda strip edicije Marti Misterija. U SR Srbiji, tada u sastavu SFRJ, ova epizoda je objavljena prvi put u avgustu 1984. godine kao vanredno izdanje Lunov magnus stripa #13. u izdanju Dnevnika iz Novog Sada. Cena sveske bila je 60 dinara (1,55 DEM; 0,58 $). Epzioda je imala 96 strana i predstavlja 2. deo duže epizode, koja je počela u VLMS #13. Vampir u Njujorku.

## Originalna epizoda
Ova epizoda je premijerno objavljena 1. maja 1983. u Italiji pod nazivom La maledizione (Prokletstvo) za izdavačku kuću Boneli (Italija). Cena je bila 800 lira ($0,56; 1,39 DEM). Epizodu je nacrtao Franko Binjoti (poznat po stripovima o Zagoru i Timu i Dastiju), scenario je napisao Alfredo Kasteli. Naslovnu stranu nacrtao je Đankarlo Alesandrini.

## Kratak sadržaj
Sa jakom grižom savesti Kaplan/Rijad pokušava da odustane od napadanja ljudi po ulicama i odlučuje da iz bolnice ukrade krvnu plazmu, te zadovolji vampirsku „žeđ za krvlju“ bez ubistva. Međutim, u bolnici koju je izabrao nalazi se i Dijana Lombard, Martijeva devojka. Vampir je zarobio Dijanu kao taoca i sukobio se sa Martijem. Nakon što je uspeo da pobegne, Vampir se vraća u sklonište. Marti, Trevis i Java ga pronalaze u skloništu kako spava u sred dana. Niko nema snage da mu probode glogov kolac kroz srce, pa odlučuju da ga odvedu u zatvor. Vampirov advokat uspeva da ga oslobodi zbog proceduralnih propusta. Vampiru se potom gubi svaki trag. On odlazi u Boston. Nakon što shvata da ne može da prestane da napade nedužne ljude, Vampir odlučuje da pozove Marti Misteriju i sve mu ispriča. Marti doleće u Boston i sreće se sa Vampirom. Njegov pravo ime je Herman Štraus koji je rođen u Beču 1841. godine u aristokratskoj porodici. Herman je bio poručnik u Carevoj vojsci i za vreme Austrougarsko-Turskog rata bio ranjen u Bosni nakon što je Austrougarska posle Berlinskog kongresa dobila Bosnu i Hercegovinu 1878. godine. Dok je ležao ranjen, prišao mu je vukodlak, koji ga je ugrizao i preneo mu „vampirsku zarazu“. Od tog doba Herman menja gradove, države i kontinente i ubija druge ljude. Martiju saopštava da se umorio od neprekidnog bežanja i griže savesti, te odlučio da se ubije pištoljem koji ima metak o drveta gloga.

## Priznanje Aleksu Rejmondu
Na str. 55. Vampirov advokat izgleda kao lik iz A. Rejmondovog stripa Rip Kirbi.

## Marti Misterija kao posebno izdanje LMS
U prvh 12 svezaka ove vanredne edicije LMS, Marti Misterija je izlazio zajedno sa stripom Đil. Posle #12, Đil je prestao da izlazi, a Marti MIsterija je bio prvi strip, dok je posle njega štampan neki manje poznat strip. Od #13 na svakoj naslovnoj strani objavljivan je Marti Mistreija, što znači da su od VLMS #13 naslovne strane pratile originalne naslovne strane.

## Drugi strip
Umesto Đila, posle epizode Marti Misterija u ovom broju objavljena je epizoda o generalu Džeronimu pod nazivom „Poslednji osvetnik“ (str. 99-194).

## Reprize ove epizode
U Srbiji je ova epizoda reprizirana u knjizi #2 kolekcionarske edicije Biblioteka Marti Mistrija koju je objavio Veseli četvrtak, 30.4.2015. U Italiji je epizoda prvi put reprizirana u martu i aprilu 1990. godine u okviru edicije Tutto Martyn Mystere, dok je u Hrvatskoj prvi put reprizirana kao #9. u izdanju Libelusa 2007. pod nazivom Vampir u New Yorku. 

## Prethodna i naredna sveska vanrednog izdanja LMS
Prethodna sveska nosila je naziv Vampir u Njujorku (#13), a naredna Mač kralja Artura (#15).